# Andrea Ghiurghi
Andrea Ghiurghi (Varese, 15 de diciembre de 1966) es un deportista italiano que compitió en voleibol, en la modalidad de playa. Ganó dos medallas de bronce en el Campeonato Europeo de Vóley Playa, en los años 1993 y 1996.

## Palmarés internacional
| Campeonato Europeo | Campeonato Europeo | Campeonato Europeo | Campeonato Europeo |
| Año                | Lugar              | Medalla            | Pareja             |
| ------------------ | ------------------ | ------------------ | ------------------ |
| 1993               | Almería (España)   | Medalla de bronce  | Dionisio Lequaglie |
| 1996               | Pescara (Italia)   | Medalla de bronce  | Nicola Grigolo     |